# Roter Gitterling
Der Rote Gitterling (Clathrus ruber) ist eine Pilzart aus der Familie der Stinkmorchelverwandten.

## Merkmale

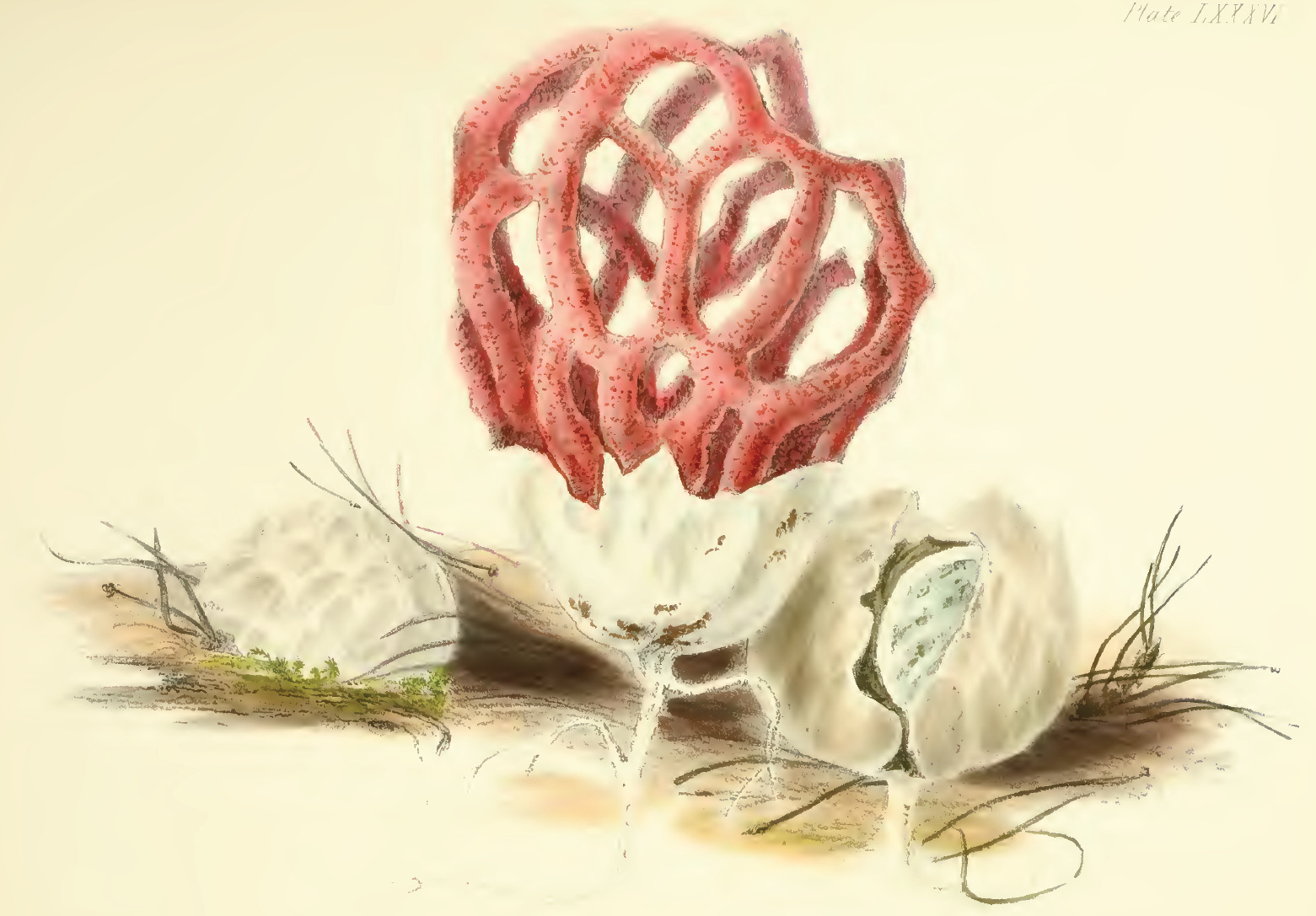
Illustration von T. J. Hussey (1847)

Die Fruchtkörper des Roten Gitterlings entstehen aus kugelförmigen, 2–3 cm breiten Hexeneiern mit einer schmutzig-weißen Außenschicht (Exoperidie) und weißlichen, wurzelartigen Myzelsträngen an der Basis. Das bei der Reifung der Fruchtkörper aus dem Hexenei hervorbrechende, schwammig-poröse Receptaculum hat die Form eines weitmaschigen Netzes. Es ist rot bis rosa oder orange gefärbt und höchstens kurz gestielt. Die Fruchtmasse (Gleba) befindet sich an der Innenseite des Receptaculums, sie ist grünlich, schleimig und riecht aasartig.

## Artabgrenzung

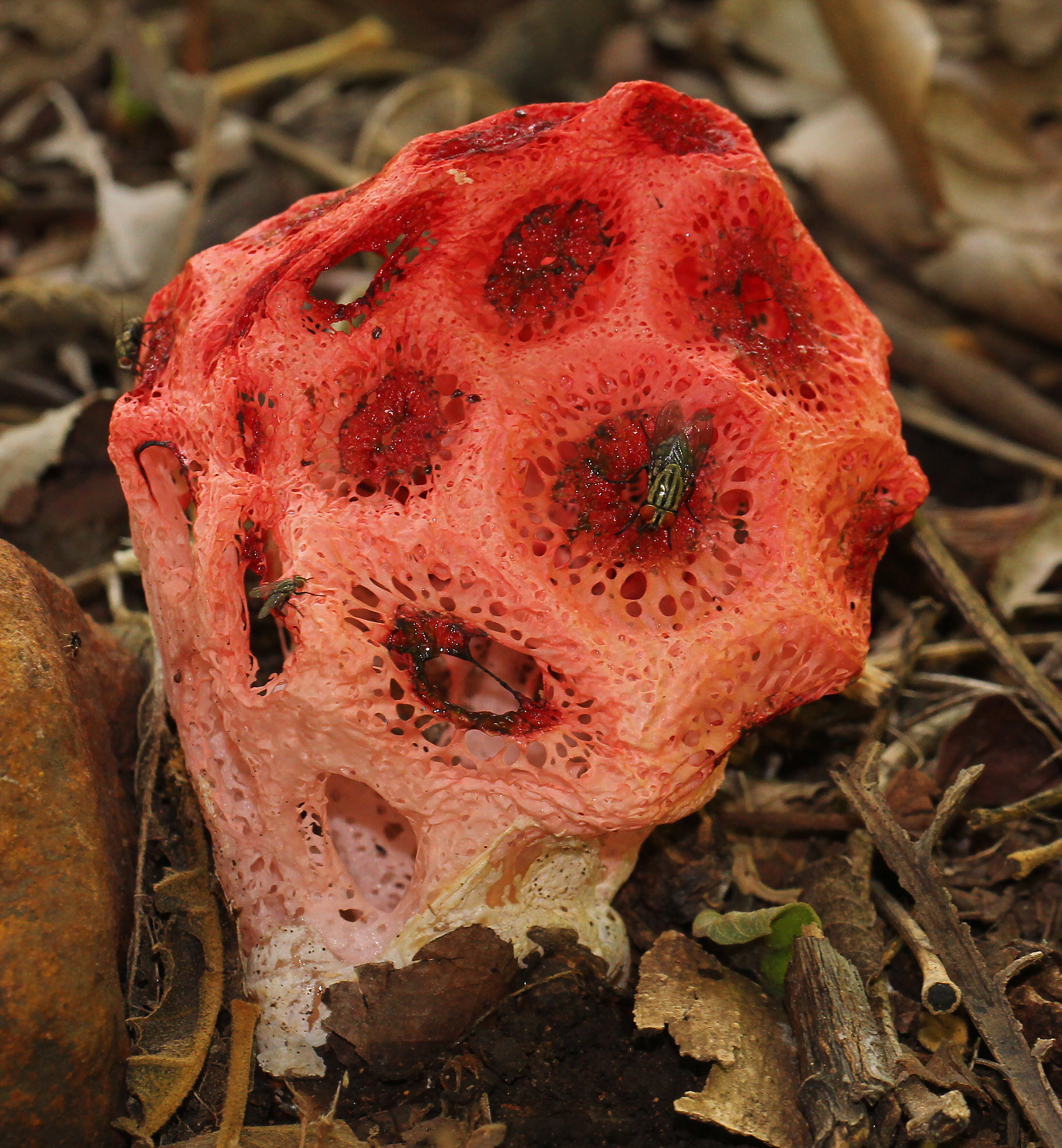
Clathrus crispus ähnelt dem Roten Gitterling.

Ähnlich ist Clathrus crispus. Er unterscheidet sich durch umrandete Maschen des Receptaculums, die mehr rundlich geformt sind, wodurch die Streben an den Verbindungsstellen etwas verdickt erscheinen. Die Sporen sind im Mittel etwas gedrungener. Verwechslungen sind auch mit Colus hirudinosus oder Colus pusillus möglich. Bei diesen ist das Receptaculum jedoch nur am oberen Teil verzweigt. Clathrus chrysomycelinus und Ileodictyon cibarium erscheinen wie blasse Formen des Roten Gitterlings.

## Verbreitung
Der Rote Gitterling kommt weltweit in tropischen, mediterranen und gemäßigten Gebieten vor. Er wächst in Vorder- und Ostasien, Neuseeland, Nord- und Zentralafrika, auf den Kanarischen Inseln und in Nord- und Mittelamerika. In Europa ist er im Mittelmeergebiet häufig zu finden, nördlich der Alpen kommt er nur unbeständig eingeschleppt vor. Er wurde auf den Britischen Inseln, in Belgien, Deutschland, Österreich, der Schweiz, den Niederlanden, Frankreich und Polen nachgewiesen.

## Ökologie
Der Rote Gitterling ist ein Bodenbewohner, der sich von totem, organischem Material ernährt (Saprobiont). In seinem natürlichen Verbreitungsgebiet wächst er in Laubwäldern. In Mitteleuropa besiedelt er nur stark vom Menschen beeinflusste Standorte wie Gärten und Parkanlagen. Hier erscheinen die Fruchtkörper hauptsächlich im Sommer. Die Sporen werden über Schmeißfliegen verbreitet, die vom Geruch des reifen Pilzes angelockt werden und die Fruchtmasse fressen. Die Sporen werden später unverdaut ausgeschieden und gelangen so an neue Standorte.

## Bedeutung
Der Rote Gitterling kommt wegen seines widerlichen Geruchs nach verwesendem Fleisch als Speisepilz nicht in Frage. Die Art wurde von der Deutschen Gesellschaft für Mykologie zum Pilz des Jahres 2011 erklärt, um einen Anreiz zu setzen, mehr Informationen über die Verbreitung der Art erhalten zu können.

## Inhaltsstoffe

Strukturformel von Lycopin

Die charakteristische rote Farbe wird durch den Inhaltsstoff Lycopin hervorgerufen, den man auch in reifen Tomaten findet.